# Svrbice
Svrbice jsou obec na Slovensku v okrese Topoľčany v Nitranském kraji. Žije v nich 192 obyvatel.

## Historie
První písemná zmínka o vsi je z roku 1268, kde je uváděna pod názvem Surbich, původně byla královským statkem a od 14. století patřila šlechtickým rodům. Další názvy obce jako Zerbuch pochází z roku 1317, Zerbecz z roku 1399, Sorbicze z roku 1773, Swrbice z roku 1808 a od roku 1920 Svrbice, maďarsky Szvrbic, Serbőcz. V 16. století byli pány panství Nyáryové, kolem roku 1650 Sándorové a Goszthonyiové a v 18. století Bossányiové. V roce 1715 zde byly vinice a 15 domácností, v roce 1787 žilo ve 29 domech 164 obyvatel, v roce 1828 žilo 209 obyvatel v 20 domech. Hlavní obživou bylo zemědělství, vinařství a pálení vápna. Do roku 1918 patřila obec v Nitranské župě k Uherskému království, poté se stala součástí Československa, následně Slovenska. Svrbice byly zemědělskou obcí i za první republiky. Obec byla elektrifikována v roce 1940.
Obec splynula s osadou Tešín, která je zmiňována v roce 1414, a s osadou Drin, která je uváděna v roce 1620.

## Památky
V obci je římskokatolický kostel Panny Marie Královny pokoje postavený v letech 1954–1957 a vysvěcený 30. května 1957 biskupem Mons. Ambrózem Lazíkem. Filiální kostel náleží pod farnost Ardanovce, děkanát Radošina, diecéze nitranská.

## Přírodní poměry
Obec leží v západním cípu okresu Topolčany v západní části Nitranské pahorkatiny na východním úpatí pohoří Považský Inovec, v pramenné oblasti Tekoldianského potoka v povodí Radošinky. Území členěné sníženinami leží v nadmořské výšce v rozmezí 290–369 metrů, střed obce leží ve výšce 284 m n. m. a je vzdálen 11 km od Piešťan a 26 km od Topoľčan. Povrch je tvořen horninami mezozoika na jihu překrytými spraší. Celková rozloha území obce je 6,93856 ha, z toho v roce 2020 připadalo 54 % na zemědělskou půdu. Celkové využití půdy (2020): 46 % orná půda, 7 % travnaté plochy, 41 % lesy. V roce 2023 připadalo 371,73 ha na zemědělskou půdu, z toho 316,99 ha byla orná půda, 4,85 ha zahrady a 49,88 ha travnaté plochy. Lesy zaujímaly 287,33 ha a zastavěná plocha a nádvoří 17,29 ha.
Sousedí s obcemi:
|           | Šalgovce        |          |
| Sokolovce |                 | Šalgovce |
| Jalšové   | Horné Otrokovce | Orešany  |